# Dayer Quintana
Dayer Uberney Quintana Rojas (Cómbita, 10 agosto 1992) è un ciclista su strada colombiano, professionista dal 2014. Ha un fratello maggiore, Nairo, anch'egli ciclista professionista.

## Carriera
Si avvicina al ciclismo insieme al fratello maggiore Nairo e, come lui, viene selezionato dal team spagnolo Movistar che lo fa correre come stagista già a partire dal 2013. L'anno seguente ottiene la sua prima vittoria da professionista, al Giro d'Austria, al termine di una tappa di montagna nella quale dimostra le sue doti di scalatore.
Nel 2016 vince il Tour de San Luis grazie a un'ottima cronosquadre inaugurale con la Movistar e alle prestazioni in salita. Suo fratello Nairo si piazza terzo in classifica salendo con lui sul podio finale.
Torna al successo nel 2018 imponendosi per distacco nell'ultima tappa, con arrivo in salita, della Colombia Oro y Paz.

## Palmarès
- 2014 (Movistar Team, una vittoria)

3ª tappa Österreich-Rundfahrt (Bad Ischl > Kitzbüheler Horn)
- 2016 (Movistar Team, una vittoria)

Classifica generale Tour de San Luis
- 2018 (Movistar Team, una vittoria)

6ª tappa Colombia Oro y Paz (Armenia > Manizales)

## Piazzamenti

### Grandi Giri
- Giro d'Italia

2015: 93º
2018: 82º
- Tour de France

2020: 95º

### Classiche monumento
- Milano-Sanremo

2014: 58º
2016: 28º
2018: 94º
- Giro delle Fiandre

2014: ritirato
2015: ritirato
2016: ritirato
- Parigi-Roubaix

2014: ritirato
2016: ritirato
- Giro di Lombardia

2014: ritirato
2016: ritirato
2017: ritirato
2021: 76º